# جانپیرو پاستوره
جانپیرو پاستوره (انگلیسی: Gianpiero Pastore؛ زادهٔ ۷ مهٔ ۱۹۷۶) ورزشکار شمشیربازی اهل ایتالیا است.
وی در مسابقات کشوری و بین‌المللی در مجموع برندهٔ ۱ مدال نقره، ۲ مدال برنز شده‌است.